# Capella de Sant Benet
La Capella de Sant Benet és una capella del municipi de Tossa de Mar (Selva). Forma part de l'Inventari del Patrimoni Arquitectònic de Catalunya.
Al juliol s'hi celebra un concorregut aplec el diumenge posterior a la festivitat del Sant. Tanmateix en l'antigor, la festa se celebrava tres cops l'any: el 21 de març, els dimarts de Pasqua de Resurrecció i l'11 de juliol. Dins l'ermita s'hi cantaven uns goigs. Avui dia, la festivitat s'ha traslladat al segon diumenge de juliol, per tal de garantir-hi l'assistència dels fidels, malgrat el brogit que provoca l'estiu.

## Descripció
Es tracta d'una capella de planta quadrangular de tres trams més absis carrat de tres cares, amb una petita espitllera en la cara central. La capella està coberta amb una teulada a dues aigües de vessants a laterals i campanar d'espadanya. La capella està estructurada internament basant-se en una sola crugia. La façana presenta quatre obertures, a destacar especialment el gran portal d'accés rectangular equipat amb una poderosa llinda monolítica, de grans dimensions i muntants de pedra, també de mida monumental, molt ben treballats i escairats. El portal es troba flanquejat per dues finestres - una per banda- equipades amb llinda i muntants de pedra els quals són una prolongació o extensió dels brancals de la porta.

### Façana
Damunt del portal i ubicada simètricament, trobem una finestra rectangular amb llinda monolítica, muntants de pedra i ampit treballat. Sota l'ampit trobem la solució arquetípica, que consisteix a disposar dues o tres pedres com a mesura de reforç en la sustentació de la pesant finestra. En els dos extrems de la façana podem contemplar els grans blocs cantoners de pedra, ben desbastats i treballats.
A tall de particularitat és important remarcar un fet important, i és que la façana no està centrada, sinó lleugerament desplaçada cap a la dreta. Això per una banda, mentre que per l'altra, el vessant esquerre està sensiblement repujat respecte al vessant dret. Aquests dos fets es podrien atribuir a unes obres d'ampliació de la capella, efectuades en un moment històric determinat.
Del tercer tram arrenca un ràfec format per tres fileres - la primera de rajola plana, i la segona i la tercera de teula- el qual no abraça tot el perímetre de l'edifici sinó que estableix un circuit des del tercer tram, passant per la capçalera i tallant-se en el tercer tram de l'altre costat. Davant la façana hi ha dos pilars quadrangulars, compostos per carreus de pedra regulars, que degueren sostenir una porxada de sostre de fusta, actualment desapareguda.
Pel que fa al tema dels materials, prima bàsicament un com és la pedra, la qual apareix en diferents modalitats. Per una banda, tenim els murs formats per roques fragmentades i còdols manipulats a cops de martell lligades amb fang o morter de calç. Mentre que per l'altra, la pedra nomolítica o pedra de Girona, localitzada en parts molt puntuals i específiques com ara tant en les llindes i muntants de les quatre obertures, com en els blocs de pedra cantoners dels extrems de la façana.

### Masia del costat
Al costat de la capella trobem una masia datada al segle xv, però la factura actual de la qual correspon a la segona meitat del segle xix. Ens trobem davant d'una masia de planta rectangular que consta de planta baixa i pis superior. La masia està coberta amb una teulada a dues aigües de vessants a façana. La planta baixa consta de tres obertures. Així trobem el portal d'arc carpanell rebaixat, flanquejat per dues finestres - una per banda- rectangulars emmarcades amb pedra nomolítica o pedra de Girona.
De la planta baixa arrenca una escala que condueix al primer pis o planta noble, en el qual trobem tres obertures de similar tipologia, és a dir tres finestres rectangulars emmarcades amb pedra nomolítica i amb un senzill ampit. Una faixa o franja actua de separació entre la planta baixa i el primer pis i recorre tot el perímetre de l'edifici. Pel que fa als materials, cal dir que tot l'espai físic de la masia està perfectament arrebossat, observant-se àmplies clapes de pintura de diferents colors.

## Història
Aquesta ermita sembla que hauria estat la primera parròquia del terme, abans de la carta de poblament que va concedir l'abat de Ripoll al segle xii. Arrecerada de la línia costanera assetjada i saquejada constantment pels corsaris sarraïns, els tossencs d'aleshores vivien dispersos en masos per les muntanyes i tenien en aquesta capella que era la parròquia de Sant Vicenç el seu nexe d'unió. La capella de Sant Benet, amb orientació oest-est, era llur església, dedicada aleshores a Sant Vicenç.
La tradició ens diu de l'existència d'un cementiri a la capella de Sant Benet. No totes les esglésies podien tenir cementiri, ja que el cementiri i el baptisteri eren els elements constitutius dels temples parroquials. Les esglésies sufragànies n'eren desposseïdes. La capella de Sant Benet fou, doncs, en origen parròquia dedicada a Sant Vicenç.
L'any 1432, després dels terratrèmols coneguts com la sèrie olotina (anys 1425-1428), els delegats episcopals de Girona reconegueren un total de 407 esglésies de la diòcesi i constataren que els sismes n'havien afectades 77. A Tossa la capella de Sant Benet quedà parcialment derruïda. El representant episcopal donà un any i mig de temps per refer la teulada a fi de poder-hi celebrar novament els oficis divins. La fàbrica de la capella havia de ser feble si els terratrèmols l'afectaren greument, atesa la llunyania de la zona olotina. Tal vegada, Sant Benet conservava, encara a començament del segle xv, bona part d'un aparell humil i pobre, marcadament rústic i d'estil romànic, (que havia substituït el preromànic original): quatre parets de pedres lligades únicament amb fang i unes quantes bigues que sostenien la teulada.
Després de la carta de poblament de 1186 i la consegüent construcció d'un nou temple parroquial amb el trasllat de les relíquies, font baptismals i el cementiri al Mont Guardí (Cap de Tossa), l'antiga església quedà sense advocació. No hi ha dubte que els habitants dels masos propers eren els primers interessats a perpetuar-hi el culte, encara que fos sota una altra advocació. No és infreqüent el cas d'un antic temple parroquial transformat en capella de veïnat. I a qui es podia dedicar sinó a Sant Benet, fundador de l'ordre dels monjos de Santa Maria de Ripoll?
Per tant, sembla fora de dubte que ja l'any 966 l'església gaudia de parroquialitat i que estava dedicada a l'adoració de Sant Vicenç. Ho atesta el fet que percebia els delmes i primícies del territori. La primera notícia documental de la parròquia de Sant Vicenç la tenim cent tretze anys després, el 1079, en ocasió de la consagració de l'església de Sant Romà de Lloret pel bisbe de Girona Berenguer Guifré.
D'aquesta manera l'església parroquial de Sant Vicenç no fou només un lloc de culte o el centre territorial d'una demarcació canònica, sinó també l'eix de la vida de la comunitat tossenca i constituí la primera cèl·lula politicoadministrativa dels habitants del terme. El mateix abat Ramon de Berga afirmava en la carta de poblament de voler construir un castell en la parròquia de Sant Vicenç. La decisió fa pensar que per aquella data, si no abans, els termes de la parròquia coincidien amb els de l'alou de Tossa. Així, la parròquia de Sant Vicenç fou la primera divisió administrativa de Tossa.
Paral·lelament és important remarcar que amb molta probabilitat durant els primers temps, l'església de Sant Vicenç havia pertangut a Santa Maria de Ripoll com a "església pròpia" i que al primer quart del segle xiii era ja integrada en la xarxa parroquial episcopal, sense el monestir, però, renunciés als drets que li derivaven directament de la donació de 966.